# Сутьки (Дятловский район)
Су́тьки (бел. Суцькі) — деревня в Дворецком сельсовете Дятловского района Гродненской области Белоруссии. По переписи населения 2009 года в Сутьках проживало 4 человека.

## География
Сутьки расположены в 10,5 км к юго-востоку от Дятлово, 166 км от Гродно, 10,5 км от железнодорожной станции Новоельня.

## История
Согласно переписи населения 1897 года Сутьки — деревня в Дворецкой волости Слонимского уезда Гродненской губернии (19 домов, 119 жителей).
В 1921—1939 годах Сутьки находились в составе межвоенной Польской Республики. В сентябре 1939 года Сутьки вошли в состав БССР.
В 1996 году Сутьки входили в состав колхоза имени К. Заслонова. В деревне насчитывалось 10 дворов, проживало 18 человек.